# Saitobryum
Saitobryum là một chi rêu trong họ Pottiaceae.